# Egérfutam
Az Egérfutam (eredeti cím: Grand Prix of Europe) 2025-ös brit−német 3D-s számítógépes animációs filmvígjáték, amelyet Waldemar Fast rendezett. A filmben pedig olyan ismert színészek kölcsönzik a szereplők hangjait, mint Thomas Brodie-Sangster, Gemma Arterton, Hayley Atwell és Lenny Henry.
Németországban 2025. július 24-én, az Egyesült Királyságban 2025. augusztus 22-én, Magyarországon 2025. augusztus 14-én mutatják be a mozikban.

## Cselekmény
Ed sikeres autóversenyző, míg Edda, egy fiatal egérlány és a vidámpark-tulajdonos Erwin lánya, arról álmodik, hogy maga is versenyző legyen. Amikor elrajtol az európai Grand Prix rangos, 50. versenye, Edda meglátja a nagy esélyt, nemcsak arra, hogy találkozzon bálványával, Eddel, hanem hogy megmentse apja bajba jutott vállalkozását is. Amikor először találkozik Eddel, véletlenül beül annak pilótafülkéjébe. Így Ednek és Eddának együtt kell részt venniük egy Európán átívelő versenyen, ahol vezetési tudásukat bizonyítva számos kihívással és veszéllyel kell szembenézniük.

## Szereplők
| Szerep  | Angol hang             | Német hang       | Magyar hang       | Leírás                                                                |
| ------- | ---------------------- | ---------------- | ----------------- | --------------------------------------------------------------------- |
| Ed      | Thomas Brodie-Sangster | Hannes Maurer    | Csiby Gergely     | Legendás versenyző, Edda bálványa.                                    |
| Edda    | Gemma Arterton         | Maria Koschny    | Staub Viktória    | Tinédzser egér, a vidámpark-üzemeltető Erwin lánya.                   |
| Cindy   | Hayley Atwell          | Rubina Nath      | Sipos Eszter Anna | Róka, aki a visszavonult bajnok és az Európai nagydíj szellemi atyja. |
| Erwin   | Lenny Henry            | Hans Bayer       | Szűcs Péter Pál   | Vidámpark-üzemeltető                                                  |
| Enzo    | Rob Beckett            | Jan Delay        | Szujó Zoltán      | Papagáj, aki a Grand Prix of Europe kommentátora.                     |
| Éjcsőr  | Colin McFarlane        | Tom Vogt         | Háda János        | Varjú versenyző.                                                      |
| Magnus  | David Menkin           | Leonhard Mahlich | Seszták Szabolcs  | Medve versenyző.                                                      |
| Richard | Adam El Hagar          | Kevin Kraus      | Kőrösi András     |                                                                       |

### Magyar változat
- Főcím: Egressy G. Tamás
- Magyar szöveg: Pipó László
- Hangmérnök és vágó: Szabó Miklós
- Gyártásvezető: Boskó Andrea
- Szinkronrendező: Kosztola Tibor
- Produkciós vezető: Jávor Barbara

A szinkront a Dub4 Studios készítette el.

## A film készítése
A filmet 2024 júliusában jelentették be. A film bemutatóját a tervek szerint a németországi Europa-Park két kabalafigurájának, Ed és Edda bemutatásának 50. évfordulójára időzítették.
A film koprodukciós, vagyis egyaránt német és angol filmkészítők dolgoztak rajta.